# The Prodigy
A The Prodigy (sz.sz. „a csoda” v. „a csodagyerek”) egy elektronikus zenét játszó brit együttes, amelyet Liam Howlett, Keith Flint és Leeroy Thornhill alapított. A kilencvenes években bekövetkező nagy elektronikus zenei forradalom (amit a kritika később az „elektronika” – azon belül a „big beat” – műfaji címkékkel jelölt meg) egyik legnépszerűbb képviselőjének tekinthetőek (a Chemical Brothers, Fatboy Slim, The Crystal Method, és számos egyéb formáció mellett). Az együttes jelenlegi tagjai: Maxim Reality (énekes, MC) és Liam Howlett (zeneszerző, billentyűs).
Nemcsak több mint 20 millió lemezt adtak el világszerte, ami az elektronikus zenei műfajban egyedülálló, hanem szakmai elismeréseket is arattak, így pl. Grammy-jelöléseket, az MTV Music Awards és a Rolling Stone magazin díjait, nem utolsósorban pedig kétszer (1997, 1998) a Brit Award-ot „a legjobb brit tánczenekar” kategóriában. Zenéjük számos stílus jegyeit viseli magán: rave, hardcore techno, a 90-es évek ipari zenéje, az alternatív rock, a big beat és később az énekben a punk elemek is megjelennek.
A Music for the Jilted Generation (1994) lemezborítóján „The Prodigy”-ként szerepeltek, a The Fat of the Land idején (1997) „Prodigy” volt látható, majd az Always Outnumbered, Never Outgunned 2004-es borítóján megint ott a „The” névelő. Howlett erről azt nyilatkozta, hogy a nevük mindig is változatlanul The Prodigy volt, és a rövidítés csakis azért történt, hogy a nevük jól elférjen a borítón.[forrás?]
Az együttes énekese, Keith Flint 2019. március 4-én saját otthonában öngyilkos lett.

## Történet

### A kezdetek

#### Braintree
A történet a Braintree (Essex, Anglia) nevű kisvárosban született és kamaszkorában klasszikus zongorai tanulmányokat folytató Liam Howlett-tel kezdődött. A gimnáziumi évek környékén Howlett elkezdett DJ-skedni mint a Cut 2 Kill nevű hiphopzenekar tagja. A nyolcvanas évek legvégén azonban egy veszekedés után elhagyta a formációt (a „hivatalos” életrajza szerint fehér bőrszíne miatt kiutálták a zömében színes bőrűek alkotta csapatból), és elkezdett saját zenéket írni, ill. egy magnóval mixelni, eleinte csak a saját szórakozására. Fiatal korában a break és a ska is hatással volt rá.
A kilencvenes évek elejére a hiphop/breakláz lecsengett, elérkezett a techno és a rave korszaka. Howlett 17 évesen, 1989-ben vett először részt egy ravepartin, majd elkezdett DJ-ként fellépni a braintreei The Barn klubban és különféle rádiókban. Az említett klubban találkozott Keith Flinttel, akivel korábban egy iskolába jártak Braintree-ben (bár ott még évfolyamkülönbség miatt nem nagyon találkoztak), és elkezdtek összejárni, valamint Flint egyik barátja, Leeroy Thornhill is csatlakozott hozzájuk. Flint és Thornhill egy éjjel belehallgattak Howlett pár demókazettájába, melyen a sok mix között egy B oldalon megbújt Howlett néhány saját dala is. Flint már kezdetben (ahogy később is) el volt ragadtatva Howlett zenéjétől, és javasolta, hogy adják elő élőben, ahol ő és Leeroy Thornhill táncolnának. Így ötlete nyomán megalakult a The Prodigy.

#### Az első kiadott anyagok és fellépések
Howlett az angliai Essex-ben 1990-ben két olyan demókazettát készített (egy ötszámos és egy tizenhat, de a többszörös felvételek miatt csak tíz különböző dalt tartalmazó magnókazetta), melyet elküldött a rave anyagok kiadásával is foglalkozó neves XL Recordings lemezkiadónak. Az anyag nagy részét egy Roland W-30 sampler-szintetizátoron, részben pedig (szintén samplerként használt) felvevőmagnó segítségével állította elő. Az XL embereinek tetszett az anyag, és egy évvel később kiadtak Howlettől egy négy dalt (What Evil Lurks, We Gonna Rock, Android, Everybody in the Place [korai, „lassú hiphop” változata]) tartalmazó EP-t, a What Evil Lurks 12" változatát, 1991 februárjában. E fennmaradt demókazetták között szerepeltek olyan dalok, melyek később az Experience nagylemezen vagy az azt követő single-ken jelentek meg (a Charly, az Everybody in the Place és a Pandemonium), az anyag egy kis része (négy dal) a már említett EP-n jelent meg, nagy részét azonban „hivatalosan” soha nem adták ki (pl. Manic, Oz, Evil Minds).
Howlett a „The Prodigy” „(a) csoda(gyerek)” néven szerepelt a promóciós anyagban, a nevet javarészt első szintetizátora, a Moog Prodigy után választotta, bár egyéb motivációi is voltak a névválasztásnak: „Amikor először gondoltam erre a névre, nyilvánvalóan nem egy négy emberből álló csapat járt a fejemben. Csak egy arctalan zeneszerző, én magam, egyedül a hálószobában : a Csodagyerek.”
A Prodigy első nyilvános fellépése a londoni Labyrinth Clubban volt 1990-ben, körülbelül 250 fős hallgatóság előtt. Az ezután gyakorivá váló élő show kedvéért a kezdetben egyszemélyes zeneszerzői vállalkozás, ahogy azt Flint javasolta, két táncossal egészült ki tehát: Howlett mellett Keith Flint és Leeroy Thornhill állt színpadra. Később a csapat tagja lett egy Maxim Reality művésznevű MC (polgári nevén Keith Palmer), valamint egy Sharky nevű, rövid ideig a csapatban lévő női táncos.

#### ACharlyés a népszerűség
A "Charly"-t hat hónappal később (1991. aug. 12.) adták ki, és óriási siker lett a ravekedvelők körében, a UK Singles Chart listán 3. helyig jutott, ezzel a nagy nyilvánosság elé juttatva a csapatot. A
Charly says: Always tell your mummy
before you go off somewhere
sorok („Charly azt mondja: mindig szólj a mamádnak, mielőtt elmész valahová!”) pedig egy angol tv-adón sugárzott, gyerekeknek szóló tájékoztató rajzfilmből (Double Deckers: Say No to Strangers) kerültek a számba, amelyben egy Charly nevű macska jótanácsokat ad a gazdájának. A „charly” vagy „charlie” a londoni szlengben egyébként a kokaint jelenti.
A Charly sikere után a csapat kiadott pár hasonlóan viccesen hangzó, kísérletező dalt single-ként, amelyeket ráadásul a társutasok és utánzók hada követett (Altern 8: Activ-8, Urban Hype, Smart E's). A kritikusok és a raverek egy része a Mixmag magazin egy 1992-es számának meglehetősen kritikus cikke nyomán fanyalogva fogadta a Prodigy sikereit, mondván, hogy a Charly indította új stílus („kiddie rave”, „toytown techno”) komolytalan attitűdje megöli a rave mozgalmat.

### A klasszikus Prodigy

#### Experience
A Charly-t követte az első nagylemezük, az Experience, ami a brit rave történetében szinte azonnali klasszikussá vált.
A számok:
- Jericho
- Music Reach 1234
- Wind it up
- Your Love (remix)
- Hyperspeed G-Force Part2
- Charly Trip into Drum and Bass version
- Out of Space
- Everybody in the place
- Weather Experience
- Fire Sunrise version
- Ruff in the Jungle Bizness
- Death of the Prodigy Dancers

#### A rave-korszak vége
A szokványos rave-es módszerek helyett, hogy az Experience-t promotálják, a rock'n roll zenekarok útját kezdték követni: koncertkörútra mentek és előadták dalaikat hagyományosan ilyesmire szolgáló helyszíneken. „Már e zsenge korszakukban is a rave egyre vékonyuló határait feszegették.” (Martin James) A következő hónapok eseményei aztán térdre kényszerítették az egész rave mozgalmat. Lelketlen szervezők, veszélyes drogok, hivatalos megrendszabályozás, sőt szigorú raveellenes törvények megjelenése - mindezek egyre inkább jellemzővé váltak. A Prodigy számára az utolsó cseppet a pohárban a hangosítást szabályozó, az összejöveteleken kötelező zajcsökkentésre irányuló rendeletek jelentették: úgy látták, a rave meghalt. 

„Az egyik nagy rave-en, ha jól emlékszem, Skóciában, annyira le kellett halkítanunk magunkat a hatóságok követelésére, hogy előadás közben hallottuk az emberek hangját a tömegben. Úgyhogy ... lesétáltunk a színpadról, a rendőrségnek meg otthagytuk azt a sok-sok csalódott embert, foglalkozzanak velük ők inkább. És még aztán minket vádoltak meg azzal,  hogy a Charlyval - amiről pedig azt gondoljuk, igenis vidám kis dal - megöltük a rave-et.”

– (L. Howlett)

#### Music for the Jilted Generation
Ekkorra már elkönyvelték a Prodigy-t kissé „gyerekes” zenét játszó zenekarnak, a rave viszont formálódott: keményebb, durvább lett. 1993-ban Howlett névtelenül kiadott két fehér bakelitlemezt, amiken csak a titokzatos Eartbound I és Earthbound II felirat volt. Hipnotikus, kemény hangzása tetszett az underground közösségnek. A korábban a Prodigy-t a komolytalan fellépéséért kritizálók meglepődtek, amikor Howlett bejelentette: a kiadvány mögött ő áll. Ezután hivatalosan is megjelent a lemez, immár One Love címmel (a One Love = Earthbound I és One Love (Jonny L Remix) = Eartrhbound II dalokkal), és az angol listán 8. helyig jutott. A One Love volt az elsőként kiadott dal, amely szerepelt a második stúdióalbumon.
1994-ben jött a Prodigy második albuma, a Music for the Jilted Generation, megjelenése után azonnal első lett az angol albumlistán. A lemezen a zenei stílusok szélesebb keveredése figyelhető meg: a keményebb techno és breakbeat-alapú számokat kiegészítette a Narcotic Suite koncepció (pszichedelikus szintetizátorzene élő hangszerek szólóival kiegészítve) és a rockalapú betétek (Their Law).
A csapat tudatosan kerülte a médiaszerepléseket, nem fogadtak el meghívásokat tévéműsorokba, megpróbáltak háttérben maradni, és ily módon megőrizni azt a hitet, vagy képet, hogy megmaradtak „becsületes” underground csapatnak, és nem hajhásszák a népszerűséget. A mai napig az egyetlen stúdiómegjelenésük egy 1991-es BBC2-es adás, ahol a Dance Energy sorozat velük foglalkozó részében játszották az Everybody in the Place-t.
Az elkövetkező években az MTV Europe részéről erős támogatást kaptak a videóik, ez nagymértékben növelte a Prodigy népszerűségét.
Keith Flint 1995-ben a 120 Minutes című MTV show egyik részében elvállalta a műsorvezetői posztot.
A számok:
- Intro
- Break&Enter
- Their Law
- Full throttle
- Voodoo People
- Speedway
- Heat
- Poison
- No Good (Start the Dance)
- One Love
- 3 Kilos (The Narcotic Suite - 1.)
- Skylined (The Narcotic Suite - 2.)
- Claustrophobic String (The Narcotic Suite - 3.)

#### The Fat of the Land
A régóta várt harmadik album az 1997-esThe Fat of the Land volt. Az együttes a Firestarter c. videóklippel a lemez kiadása előtt már jelezte, hogy valami újszerű dologra készülnek a műfajban. Az őket figyelmesebben is nyomon kísérőket külön meglepetésként érte az angyalhajú raverből vad, punkfrizurás „rockerszörnyeteggé” vált Keith Flint fellépése frontember-énekesként, ami e dal után rendszeressé vált.
A Firestarter 1996-ban jött - valamint látott és győzött is: egyből a brit listák első helyére ugrott, és három hétig ott is maradt. A dal segített betörni az amerikai, és egyéb tengerentúli piacokra, Angliában pedig listavezető lett. Utána kiadták a Breathe-t, amely szintén hasonló kirobbanó sikert ért el, és ugyanúgy első lett a slágerlistán. Az albumot az MTV Music Awards című szakmai fórumon az év legjobb lemezének jelölték - a díjat végül a Radiohead OK Computer-e vitte el, de a bevezető kislemez, a Breathe három díjat is nyert (a legjobb videóklip, a legjobb táncos és a legjobb alternatív produkció).
Elődeihez hasonlóan ez is egy mérföldkövet jelentett a csapat, és egyben az egész elektromos műfaj történetében, bebetonozta a zenekar vezető helyét a hard dance műfajban, immár nemcsak a brit, hanem az amerikai listát is vezetve, Európán kívül is piacképessé tette az elektronikus zenét. A zenekar többet szerepelt a nyilvánosság előtt (népszerűségüket többek között annak tulajdonították, hogy „elkezdtek olyan intenzíven koncertezni, akár egy rockzenekar”), és kialakította az ún. „electronic punks” image-et, melynek kulcsszava bármiféle műfajelméleti eszmefuttatás helyett az energia fogalma lett.
A számok:
- Smack my bitch up
- Breathe
- Diesel Power
- Funky Shit
- Serial Thrilla
- Mindfields
- Narayan
- Firestarter
- Climbatize
- Fuel my Fire

A lemez jóval vadabb hangzást produkált, mint az előző kettő, háttérbe szorult mind a melodikus techno/rave hangulat (Experience), mind a pszichedelikus hangzású, kísérletezgető elektropop (Music for the Jilted Generation), ehelyett - főleg, ami a nagyközönség (és nem csak a rajongók) felé közvetített képet, a single-ket illeti - az alternatív rock és az elektromos zene összeházasítása irányába kezdett kacsintgatni, amit a kritikusok nagyon kedvezően fogadtak. Ettől az időtől kezdve koncertjeiket mindig egy gitárossal is kiegészítették (a Fat of the Land korszakban többnyire Gizz Butt punkzenész játszotta ezt a szerepet).
A vadság, a punkos filozófiának megfelelően, esetenként polgárpukkasztásba is átment, amelynek szándékosságáról megoszlanak a vélemények. A legtöbb vitát az együttes legkeményebb hangzású dalai közt szereplő Smack my Bitch up! váltotta ki, amelyet az a vád ért, hogy a heroint (smack) népszerűsíti, egy nőszervezet pedig a nők elleni erőszakra buzdítással (a címbeli kifejezés „pofozd fel a ringyómat”-nak is fordítható) vádolta. Howlett, a Prodigy „művészeti agya” tagadta ezeket a vádakat, és kifejtette, hogy a kifejezés értelme: „nagyon intenzíven tenni valamit”, továbbá hogy az egész dalszöveg lényege, ennek megfelelően, mindössze az „energia”. A Beastie Boys egy közös koncerten - az eddigi vádlókhoz hasonlóan a családon belüli erőszak problémájára hivatkozva - nem akarta, hogy játsszák ezt a dalt, és összeveszett a Prodigyvel, akik mindezt az önkifejezés szabadságába való gázolásnak tartották. A dalhoz készített videóklip is az egyik legellentmondásosabb videóklip, amit valaha készítettek, a dalszöveg mellett a benne lévő WC-használat, meztelenség, részegség, hányás, szexuális molesztálás, és a záró csattanónak szánt leszbikus utalás miatt. A történethez tartozik, hogy a sokat vitatott kifejezés valójában nem is a Prodigytől származik, mindössze egy torzított sample az Ultramagnetic MC's nevű hiphopegyüttes egyik dalából (Give the Drummer Some).
Azonban nem ez a dal az egyetlen a lemezen, aminek ellentmondásos elemei vannak, hasonlóan kétértelmű és polgárpukasztó a Serial Thrilla és a Firestarter c. dal szövege (sorozatgyilkosokról, ill. piromániás gyújtogatókról szólnak, de egyes szám első személyben), valamint provokatívan alternatívkodó a Breathe videóklipje is.

### A Fat of the Land után

#### Always Outnumbered, Never Outgunned
1999: The Prodigy's Dirtchamber Sessions Volume One, egy DJ mix album Howlett-től, a British Radio 1-ben játszott zenéit jelentette meg.
2002-ben, egy turnézás és lemezfelvétel miatti hosszabb szünet után megjelent a Baby's Got a Temper kislemez, amelyet kritikusan fogadtak. A dalt Keith Flint saját zenekara, a Flint írta, és szerepet kapott benne Jim Davies is. Howlett volt a producer. A zenekar ismét vállalta a kétes megítélést, a Rohypnol nevű szerre hivatkoznak a szövegben, de nem tiszta, hogy dicsérik, vagy negatív fényben tüntetik fel. Ugyanebben az évben a Q magazin felvette a Prodigy-t az ”50 zenekar, akiket halálod előtt látnod kell” listára .
A negyedik stúdióalbum, az Always Outnumbered, Never Outgunned 2004. augusztus 13-án jelent meg (Amerikában egy nappal később). A Memphis Bells-kísérlet után az első valódi kislemez a Girls volt. A nagylemez amerikai verzióján volt egy bónusz szám, a Girls remixe, More Girls címmel.
Az AONO számlistája:
- Spitfire
- Girls
- Memphis Bells
- Get up get off
- Hotride
- Wake up call
- Action Radar
- Medusas path
- Phoenix
- You will be under my wheels
- The way it is
- Shoot down

A Memphis Bells 5000 digitális másolatát adták el interneten. Minden egyes másolat egyedi: a vevő által kiválasztott zene, ritmus és dallam hallható rajtuk, összesen 660 ezer féle variáció volt lehetséges. Öt mixet adtak el három formátumban: WAV-ban, MP3-ban, és egy 5.1 DTS surround változatot, ezek mind mentesek voltak a digitális másolásvédelemtől. A kísérlet sikeres volt, mindet eladták 36 órán belül, hiába voltak szerverproblémák.
A Girls c. videóklip, amely egy, a sztárélet örömeiről szóló rágógumi-pop számból megy át kaotikus zajpopba, fauvista, vad, de mégis popos zenéjével meglehetősen szokatlan volt a már-már a rockzenéhez sorolt Prodigytől. Hasonló, de kevésbé ihletett az album többi dala is. A kritikusok úgy érezték, ez nem igazán a megszokott, az "igazi" Prodigy, ezért meglehetősen vegyesen fogadták. Hozzájárultak ehhez a feloszlásról ekkoriban szárnyra kelt pletykák (tény, hogy Howlett egyedül kezdett neki a lemez készítésének). Az album az addigiakhoz képest meglehetősen mélyen szerepelt az eladási listákon is, bár hangsúlyozandó, hogy itt csak a többi lemezhez való viszonyról van szó. Üzletileg sikeresnek mondható, de nem akkora, mint az előzőek.
2005-ben megjelent egy válogatás, Their Law: The Singles 1990–2005 címmel. Ez az Out of Space (Audio Bullys Remix) és a Voodoo People ("Pendulum Remix") kivételével minden korábbi számot tartalmazott.
A Voodoo People (Pendulum Remix) videóklip a válogatás DVD-verzióján is megjelent. (A videó érdekessége, hogy a benne szereplő futóverseny győztese Sharky, a korábban távozott női csapattag).

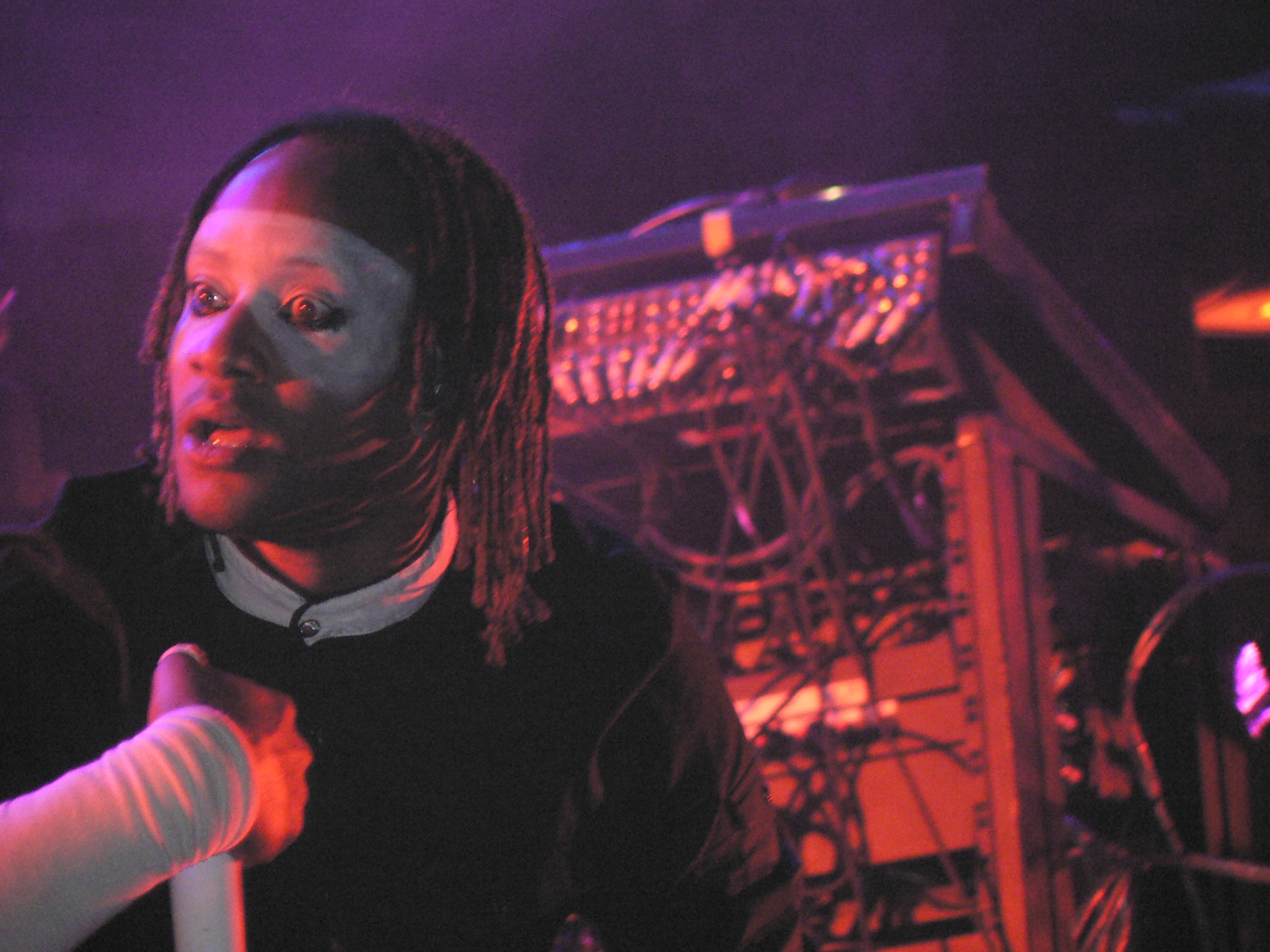
Prodigy - Sziget, 2006

#### Invaders Must Die
Megjelent 2009. február 23-án a Take Me To The Hospital kiadónál, a Cooking Vinyl kiadó közreműködésével. Kritikai fogadtatása - a kezdeti vegyes írások után - kedvezőnek bizonyult, üzletileg pedig ismét egy sikeres lemez volt. A lemezt már eleve többféle nagyon eltérő verzióban adták ki (bónusz CD-kkel vagy bónusz DVD-vel kiegészítve), az interneten (Itunes) pedig további bónuszdalok voltak letölthetőek. A legegyszerűbb kiadás a következő dalokat tartalmazza:
Számlista:
- 1. Invaders Must Die
- 2. Omen
- 3. Thunder
- 4. Colours
- 5. Take Me To The Hospital
- 6. Warriors Dance
- 7. Run With The Wolves
- 8. Omen Reprise
- 9. World's On Fire
- 10. Piranha
- 11. Stand Up
- 12. Black Smoke
- 13. Fighter Beat

Az Always Outnumbered ... útkeresése után az Invaders Must Die a Prodigy technós, rave-es gyökereihez való visszalépést jelentett, de modern, kétezres évekbeli hangszerelésű és stílusú hangzással (megfigyelhető pl. a breaks, az industrial és a dubstep hatása). Az album dalainak Maxim Reality vokáljaival teli többsége az Experience és a Jilted nagylemezek brutal dance-es dalaihoz hasonló; semmi nyoma a Fat of the Land alternatív elektropunk/rock kísérleti számaihoz hasonlóknak. A lemez megtartja az előző lemez vadságát, enyhén fogalmazva is "balladamentes" hangulatát, végig brutális partihangulat uralkodik rajta, és szerencsésebben konstruált anyag, mint az Alwasys Outnumbered, jó és rossz értelemben is kommerszebb az előző lemezeknél, mindezen okok miatt azonban az alternatívkodó Fat of the Land relatív mélységét sem érdemes rajta keresni.

## Zenei fejlődésük
A Prodigy-t nemcsak nehezen lehet besorolni egy adott műfajba, mivel az évek alatt jelentős változáson ment keresztül a zenéjük, minden nagylemezük más; de Howlett (aki a maga módján valóban egy self-made Prodigy, azaz csodagyerek, miáltal hajlamos bizonyos zenei különcségekre) és a többi tag is meglehetősen elutasítóan reagál a kritikusok által kidolgozott, divatos tánczenei kategóriákra. „A Prodigy zenéje prodigy-fajta zene, és kész.” (Howlett) - „Soha nem voltunk techno-zenekar” (Howlett) - „Electronica? Csak nevetni tudunk ezen a kifejezésen.” (Thornhill) - „Az electronica szót valami hivatalban ücsörgő pasas találhatta ki. Ha rájövünk, ki volt az ... biztos, hogy felpofozzuk." - (Howlett, 1997)” „Lassan hat és fél éve létezünk. Nem akarjuk, hogy úgy nézzenek ránk, mint egy angliai elektronikuszenekar-csomagra, amibe még a Chemical Brotherst és a The Orbot is begyömöszölték. Nem mintha bármi bajunk lenne ezekkel a zenekarokkal, csak éppen szeretnénk a saját lábunkon állni.” (Thornhill, 1997, az „electronica” és „big beat” kifejezésekről)
A kezdeti pszichedelikus rave korszaktól (Your Love és Out of Space), a No Good ipari döngölésén át, a rock-beütéssel rendelkező Their Law-n át a punkos számokig, mint a Fuel My Fire, egészen az Invaders Must Die c. album reagge-techos dalaiig, ez a Prodigy folyamatosan fejlődött, és meglepő dolgokat hozott.
Elektronikus zenét játszó rockzenekarként lehet leginkább jellemezni, más szóval legkényelmesebben az „elektronika” nevű műfajba sorolható be. 

## Prodigy mint aláfestő zene
Zenéjüket számos videójátékban, tévéműsorban és mozifilmhez felhasználták. A Need For Speed: Most Wanted játékban a You'll Be Under My Wheels hallható, amit az 1-es BMW kampányához is használtak, sőt a Halálos Iramban: Tokiói Hajsza végén is ez szól.
A Voodoo People (Pendulum Remix) a Playstation2-es videójátékban, a Juiced 2-ben szól.
A The Fat of the Land albumról a Firestarter a Wipeout 2007 játékban, a Mindfields a Mátrixban, a Funky Shit az Event Horizon végén a stáblista alatt hallható.
A Voodoo People és a One Love a Hackers, Wasabi és Dobermann c. filmekben szól.
2006-ban a Spitfire a szólt CSI: Las Vegas egyik részében és az Xbox360-as szimulátorban, a Forza Motorsport 2-ben, továbbá a Wax és a The Unborn című filmekben.
A Breathe a FLIP gördeszkás cég "Sorry" című videójában, és a profi pankrátor Al Snow bevonuló zenéjeként volt hallható.
A Horrorra akadva 2. és a Charlie Angyalai első része alatt a Smack my bitch up szólt, a második részben a Breathe és a Firestarter.
A 2007-es Smokin' Aces-ben és a Need for Speed: Undercover című játék bemutatkozó videójában a First Warning szerepelt, és a japán animefilm, a Vexille a legújabb Prodigy számot, a The shadow-t használta.
2008-ban a Death Race 2000 kultfilm feldolgozásában a Hot Ride szólt.
2010-es Kick Ass (Ha/Ver) című filmben a 2009-es Stand Up és az Omen című számuk szerepel.
A Need for Speed Most Wanted (2012) E3-on bemutatott előzetesében a Firestarter hallható. A Halálos Iramban 9. részében a Breathe (Liam H and Rene LaVice Re-Amp) szólal meg. A 2024-ben megjelent Sonic, a sündisznó 3-hoz a Firestarter-t használták.

## Tagok
Jelenlegi tagok:
- Liam Howlett – billentyűs (1990–)
- Keith Flint – táncos, énekes (1990–2019)
- Maxim Reality – MC, énekes (1990–)

Korábbi tagok:
- Leeroy Thornhill – táncos, billentyűs (1990–2000)
- Sharky – táncosnő (1990, zenekar indulása előtt kilépett )

Élő fellépéseken csatlakoznak:
- Rob Holliday – gitáros (2005 – 2006 és 2008.)
- Leo Crabtree – dobos (2008-)

Korábbi "élő" tagok:
- Gizz Butt – élő és stúdiógitáros (1996–1999)
- Jim Davies – élő és stúdiógitáros, a Pitchshifter és Victory Pill zenekarok tagja (1995–1996, 2002–2004)
- 'The Rev' – gitáros (2007)
- Alli Maclnnes – gitáros (négy show erejéig 2001 nyarán és a 2002-es Big Day Out fellépéseken)
- Kieron Pepper – dobos és gitáros (1997. december – 2007. május)
- 'Snell' – dobos, (két koncerten játszott 2007 júliusában)
- Brian Fairbairn – dobos (2007.)

## Diszkográfia
Stúdialbumok
- 1992: Experience
- 1994: Music for the Jilted Generation
- 1997: The Fat of the Land
- 2004: Always Outnumbered, Never Outgunned
- 2009: Invaders Must Die
- 2015: The Day is my Enemy
- 2018: No Tourists

EP-k
- 1991: What Evil Lurks
- 2005: Voodoo People
- 2009: Lost Beats (LP bónuszként)
- 2012 Added Fat (LP bónuszként)

Válogatások
- 1997: The Rest, The Unreleased! The Last - csak Oroszországban
- 1999: The Dirtchamber Sessions Volume One
- 2005: Their Law: The Singles 1990–2005

## Fordítás
- Ez a szócikk részben vagy egészben  a   The Prodigy című angol Wikipédia-szócikk ezen változatának fordításán alapul.  Az eredeti cikk szerkesztőit annak laptörténete sorolja fel. Ez a jelzés csupán a megfogalmazás eredetét és a szerzői jogokat jelzi, nem szolgál a cikkben szereplő információk forrásmegjelöléseként.

## Külső hivatkozások

### Zenekari honlapok
- A zenekar honlapja
- Hivatalos MySpace oldal
- Rockonthenet adatbázis
- Prodigy.lap.hu - linkgyűjtemény

### Ismertetők, kritikák, interjúk
- Angus Batey: 20 Years on: The Fat of the Land. Thequietus.com, The Quietus (brit zenei és popkulturális webzine), 2017-07-. . Hiv. beill. / utolsó hozzáférés: 2018-07-04.
- Howlett-interjú.